# Cyrtandra kruegeri
Cyrtandra kruegeri là một loài thực vật có hoa trong họ Tai voi. Loài này được Reinecke mô tả khoa học đầu tiên năm 1898.